# Pepe Monagas
Pepe Monagas es el nombre de un personaje de ficción nacido de la pluma de Francisco Guerra Navarro (San Bartolomé de Tirajana, Gran Canaria, 11 de junio de 1909 - Madrid, 3 de agosto de 1961), un periodista y escritor español. 
Con su nombre literario, Pancho Guerra, eligió el nombre de "Pepe Monagas" para dar vida al personaje principal e hilo conductor de "Los cuentos famosos de Pepe Monagas" publicados por primera vez en 1948, de los "Entremeses", y de las "Memorias de Pepe Monagas", obras todas ellas de carácter costumbrista. De hecho pudo haber tomado otro nombre cualquiera de entre los que aparecen en el centenar y medio de "Los Cuentos Famosos de Pepe Monagas", nombres tan sugerentes como Venturita el Taita, Frutuosito Peres, Manuel el Bocúo, Pino la Cochafisco, Rosario la Chopa y un largo etcétera de nombres y de una larga lista de personajes secundarios, que salían en los episodios de Pepe Monagas que publicaba semanalmente en el Diario de Las Palmas y el Noticiero del Lunes.

## Contexto
Pancho Guerra sitúa la acción de estas obras principalmente en Las Palmas de Gran Canaria y más concretamente en los Riscos y barrios situados en las laderas de esta ciudad habitados por personas de los más variados trabajos, oficios que va nombrando cuando habla del carpintero, del costero, del guardia urbano, del tiendero, del cuidador de gallos, del tartanero y de otros. Hoy muchos de ellos han desaparecidos. El autor utiliza algunas palabras ya en desuso en Canarias y una chispa de humor propio de estas islas en todos ellos. En los cuentos también hace incursiones al Puerto (Puerto de la Luz y de Las Palmas) y a otros barrios y localidades varias, así como a las cumbres de la isla de Gran Canaria. No hay que olvidarse de un viaje de Pepe Monagas a Tenerife y de que nombra a otras islas del archipiélago canario, Lanzarote y Fuerteventura, cuando la ocasión lo requiere. El Cabildo de Gran Canaria ha editado los cuentos, entremeses y memorias dentro de las Obras Completas de Pancho Guerra. Igualmente han sido editados por empresas privadas y en forma de cuadernillos por el periódico La Provincia de Las Palmas de Gran Canaria
José Castellano Santana (Las Palmas de Gran Canaria, 1904-1967) conocido como Pepe Castellano, de voz socarrona y cadenciosa como corresponde al grancanario que era, dio su voz y su talento para representar los “Cuentos” por pueblos y ciudades de las islas y dejó grabado en casetes y CD sus inigualables lecturas, hasta el punto de terminar confundiéndose el personaje con actor.
Los títulos de los “Cuentos”, que comienzan siempre -alguna vez con una variante- diciendo: De cuando Pepe Monagas..., pueden dar una idea de lo que acontece. No obstante es necesaria la lectura pausada para captar la idiosincrasia del isleño con los episodios que se cuentan en cada uno de ellos.

## Recopilaciones
- Memorias de Pepe Monagas. Cabildo de Gran Canaria. 2010.
- Los cuentos famosos de Pepe Monagas. Prensa Canaria. 1994. ISBN 8488796056. Primera edición en 1948.
- Obras completas. Mancomunidad de Cabildos de Las Palmas. 1976.
- Siete entremeses de Pepe Monagas. Peña Pancho Guerra. 1962. Primera edición en 1962, con prólogo de Vicente Marrero.
- Memorias de Pepe Monagas. Artes Gráficas. 1962. Primera edición en 1958, con prólogo de Carmen Laforet.
- Obras completas. Mancomunidad de Cabildos. 1958. ISBN 84-500-1529-4, ISBN 845002267 e ISBN 84-500-2435-8.

## Títulos Pepe Monagas
- “De cuando Pepe Monagas estuvo en el velorio de duelo del mestre Rosendo, el de Isabel”.
- “De cuando Pepe Monagas puso un puesto de escobas en la plaza”.
- “De cuando Pepe Monagas puso un puesto de perdices en la Vega de San Mateo”.
- “De cuando Pepe Monagas se libró, por el pelo de media hora, de doce buenas cachetadas”.
- “De cuando Pepe Monagas le aclaró unas extrañas cuentas al patrón de la Frasquita”.
- "De cuando Pepe Monagas no fue tartanero por culpa de un caballo con propulsión a chorro".
- "De cuando Pepe Monagas tuvo que declarar en un pleito de vecina Fefa y vecina Lolilla la Alpispa".
- "De cuando Pepe Monagas, curandero de ocasión, tuvo que atender a un loco de la raya de Guia".
- "De cuando Pepe Monagas fue padrino de un extraño chiquillo de Pina la Cochafisco".
- "De cuando Monagas majó las mechas a don Pedero el Batatoso".
- "De cuando Pepe Monagas tuvo un revuelillo con un negro".
- "De cuando Pepe Monagas tuvo un fuerte gallo, del castío de los Cucarachos".
- "De cuando Pepe Monagas, pajarero de ocasión, le vendió a maestro Antonio Santana, carpintero en la Marina, un pinto sospechoso".
- "De cuando Pepe Monagas trincó, en una calle cañón, un catarro de tirafondo".
- "De cuando Pepe Monagas agarró una soberana chispa, por magua de su Risco de san Nicolás querido".
- "De cuando Pepe Monagas estuvo en una empelotada junta de la sociedad del barrio".
- "De cuando Pepe Monagas le sacó un fiado difícil a Rafaelillo el día de la tienda".
- "De cuando Pepe Monagas actuó de pruebista en el viejo Circo Cuyás".
- "De cuando Pepe Monagas estuvo a punto de pagar una cuenta".
- "De cuando a Pepe Monagas lo levantaron de la cama a deshoras para un asunto".
- "De cuando Pepe Monagas avisó a tiempo el óbito -llamado en el país abicar- de sita Fefita Cabrera".
- "De cuando Pepe Monagas tuvo que atender a un tupido en el Caidero de San José".
- "De cuando Pepe Monagas tuvo que ver con el pleito matrimonial de Fleitas el Tiendero y Carmita la Costurera".
- "De cuando Pepe Monagas picó de celos a comadre Soledad".
- "De cuando Pepe Monagas se vio en un compromiso de mujeres "ca" Rosarillo la del Bocúo".
- "De cuando Pepe Monagas viajó en la guagua carraquienta de Agustín el Majorero".
- "De cuando Pepe Monagas estuvo de tocador en una "baile de parida" de Manuel el Morrocoyo del Pino la de Chano".
- "De cuando Pepe Monagas fue al Pino con Rafaelito el de la tienda y otro personal".
- "De cuando a Pepe Monagas lo jeringó la falta de calderilla".
- "De cuando Pepe Monagas estuvo a pique de que le bautizaran por segunda vez".
- "De cuando Pepe Monagas fue a oír una vieja radio "ca" don Pedro el Batatoso".
- "De cuando Pepe Monagas desprestigió el cafetín de Frascorro el de Peña la Chocha".
- "De cuando Pepe Monagas le cobró una vieja cuenta a un Baltasar de aquí de la parte del Sur".
- "De cuando Pepe Monagas viajó en la guagua con una señora más bien feona".
- "De cuando Pepe Monagas le metió un guapido a maestro Pedro, el operador del viejo Circo Cuyás, por mor de la Bertini, la ojerosa y guapa estrella del cine mudo".
- "De cuando Pepe Monagas vendía un líquido que engordaba en cuestión de minutos".
- "De cuando Pepe Monagas le aquelló el lío de una trampa de la luz a don Esteban el Faifo".
- "De cuando Pepe Monagas le sacó la contra a una novedad que han metido los tiempos en los velorios de difuntos".
- "De cuando a Pepe Monagas lo trincaron en la timba de Pérez y tuvo que salir a espetaperros".
- "De cuando Pepe Monagas se plantó en no pintarle a don Antonio el Bardino las puertas y ventanas de su casa de alto y bajo".
- "De cuando Pepe Monagas ganó un mano a mano de copas fuertes".
- "De cuando Pepe Monagas recibió de la Habana a su cuñado Pablo Cabrera".
- "De cuando Pepe Monagas se creyó que era un barco".
- "De cuando Pepe Monagas se gozó un sermón de San Pedro Mártir".
- "De cuando Pepe Monagas me contó el compromiso de las lluvias en Fuerteventura".
- "De cuando Pepe Monagas no se fiaba de don José el Espiritista"
- "De cuando Pepe Monagas le levantó un loro a don Graciliano".n
- "De cuando Pepe Monagas fue al manicomio a ver a Manolito Santos, que pegó con inmanías y acabó como una baifa".
- "De cuando Pepe Monagas contó en la carpintería algo sobre la perra vida del conejero Perico el Sajosnao".
- "De cuando Pepe Monagas anduvo en una traquina de entierro".
- "De cuando Pepe Monagas no le pudo dar el asiento en la guagua a Encarnacionita la Guirra porque tenía una puntada de reoma en la cintura".
- "De cuando Pepe Monagas fue refre de un partido de fútbol Tafira-La Calzada".
- "De cuando Pepe Monagas ayudó a llevar la caja en que entregó su cuerpo a las plataneras Manolito el Largo".
- "De cuando Pepe Monagas se disfrazó"".
- "De cuando Pepe Monagas asistió a la lectura de un drama de Esteban Pacheco".
- "De cuando Pepe Monagas le preparó el entierro al costero Ignacio Breca".
- "De cuando Pepe Monagas, estando baldado de una puntada de reoma, puso una escualita de noche en el Risco".
- "De cuando Pepe Monagas salió de pantasma y por poco se le enreda la pita".
- "De cuando Pepe Monagas se le olvidó pagar la guagua".
- "De cuando Pepe Monagas llegó a tiempo a ca las Niñas Angustias".
- "De cuando Pepe Monagas se entremetió en una agarrada de Isabel la de Carmelo y Dolorcitas la Chopa".
- "De cuando Pepe Monagas enraló a don Francisco el Batata".
- "De cuando Pepe Monagas fue jefe de los bomberos".
- "De cuando Pepe Monagas perdió un envite en la gofiería de maestro Juan Cansio".
- "De cuando Pepe Monagas fue a mariscar a un cercado de papas".
- "De cuando Pepe Monagas pintó un león en la tienda de los Maúros".
- "De cuando Pepe Monagas colocó de guardia municipal a Juan Esteban el Tumbao".
- "De cuando Pepe Monagas templó un caldo con sahumerio".
- "De cuando Pepe Monagas fracasó en la pesca de la aceituna".
- "De cuando Pepe Monagas y Venturilla el Taita robaron un gallo".
- "De cuando Pepe Monagas le arregló a uno de Agüimes un reloj de un soplido".
- "De cuando a Pepe Monagas se le fue el baifo en una apuesta".
- "De cuando Pepe Monagss fue de político a comunicar una muerte a Valsequillo".
- "De cuando a Pepe Monagas lo ensoparon en una serenata".
- "De cuando Pepe Monagas se vio negro en La Habana".
- "De cuando Pepe Monagas casi abica debajo de una ducha en Cubita la Bella".
- "De cuando Pepe Monagas anduvo gitaneando con un burro más viejo que el camino del puerto".
- "De cuando Pepe Monagas le dio una quintada a una jurria de gente".
- "De cuando Pepe Monagas anduvo si hecha si no hecha bogos".
- "De cuando Pepe Monagas quiso y no pudo".
- "De cuando Pepe Monagas fue a gozarse La Tempestad".
- "De cuando Pepe Monagas fue peón en una fábrica de maestro Santiago Periquén".
- "De cuando Pepe Monagas estaba haciendo la cola del tabaco".
- "De cuando Pepe Monagas venía del Puerto en el tranvía".
- "De cuando Pepe Monagas tuvo un direte con un tartanero".
- "De cuando Pepe Monagas fue padrino en un bautizo".
- "De cuando Pepe Monagas rifó una cómoda".
- "De cuando Pepe Monagas le confundió la giba a Maestro Chano".
- "De cuando Pepe Monagas se pegó su opinión de abogado".
- "De cuando Pepe Monagas fue a un baile en el Torrecine".
- "De cuando Pepe Monagas se puso gordísimo y tuvo que ir al médico".
- "De cuando Pepe Monagas fue a una corrida de toros a Tenerife".
- "De cuando Pepe Monagas, siendo tartanero, tuvo que llevar a un hombre como un castillo".
- "De cuando Pepe Monagas no sabía si era Pepe Monagas o Fray Pepe".
- "De cuando Pepe Monagas quería ir al Cine Doré".
- "De cuando Pepe Monagas estaba en tres".
- "De cuando Pepe Monagas se cayó por las escaleras del Teatro".
- "De cuando Pepe Monagas soñó que un toro argentino".
- "De cuando Pepe Monagas le levantó un falso testimonio a un perro de Maestro Bartolo".
- "De cuando Pepe Monagas majó a unos chones que se las estaban echando".
- "De cuando a Pepe Monagas se le amuló la mujer".
- "De cuando Pepe Monagas quiso aprender a montar en bicicleta".
- "De cuando Pepe Monagas le metió su huevo clueclo a Manolito el Lalgo".
- "De cuando Pepe Monagas y tres más le jincaron su montada a cuatro pollitos de gente rica".
- "De cuando Pepe Monagas recuperó a Viriato, un perro malo como la quina que tuvo".
- "De cuando Pepe Monagas le contó un cuento cubano a Roque Morera".
- "De cuando Pepe Monagas fue al intierro de Saturnino".
- "De cuando Pepe Monagas se largó la frase más grande de toda su existencia".
- "De cuando Pepe Monagas le pegó una quintada linda a Rafaaelito el Rebenque".
- "De cuando a Pepe Monagas le metieron una cabra con tetera y se las cobró al perdulario que le jincó el muerto".
- "De cuando Pepe Monagas se hacía sus ilusiones".
- "De cuando Pepe Monagas señaló en Canarias los descubrimientos de la pelisilina y la bomba anémica".
- "De cuando Pepe Monagas clavó con una palabra sola a Tinito el Batata".
- "De cuando Pepe Monagas le arregló el mongaldino a Mastro Carlos Talavera".
- "De cuando Pepe Monagas volvió a majar a señor don Pedro el Batatoso con una mecha como la casa de don Bruno".
- "De cuando Pepe Monagas le contestó un telegrama al jediondo de Fermín el del Toscal".
- "De cuando Pepe Monagas le cobró las tortas al matón de Juan Calixto".
- "De cuando Pepe Monagas le destupió el vate colose a un inglés en lunes de Carnaval, señaladamente".
- "De cuando Pepe Monagas anduvo buscando una usnia pa sita Rita".
- "De cuando Pepe Monagas contó en la carpintería de mastro Manuel Lorenzo el percance que tuvo la Frasquita con un submarino inglés".
- "De cuando Pepe Monagas llevó a la costa un encargo de Rafaelito el Tiendero".
- "De cuando Pepe Monagas majó una vez más, ahora con una cabra que daba leche hasta por los cuernos, a señor don Pedro el Batatoso".
- "De cuando Pepe Monagas le prestó los primeros auxilios a un hijo de Manolito el Sargo, que se cayo de una pared".
- "De cuando Pepe Monagas se sacó a la fuerza un reloj en un tenderete a la fiesta de Guanarteme".
- "De cuando Pepe Monagas y Venturilla el Taita plantearon una operación de compra-venta".
- "De cuando Pepe Monagas contó a don Pedro el Batatoso la hazaña de un loro que compró".
- "De cuando Pepe Monagas no hizo el gusto a un turista".
- "De cuando Pepe Monagas le aclaró a don Carmelo lo que era un gallo barajunda".
- "De cuando Pepe Monagas le vajió un burro a Cristóbal Morcilla".
- "De cuando Pepe Monagas tuvo un arranque de entusiasmo oyendo a un tenor de ópera y le dijo a su mujer una cosa al oído".
- "De cuando Pepe Monagas empalmó una chispa".
- "De cuando a Pepe Monagas se tuvo un pique con maestro Andrés el Sajonao y se mudó pa la barbería de maestro Chano".
- "De cuando Pepe Monagas tenía 10 000 pesos en La Habana".
- "De cuando Pepe Monagas le sacó el sentido a una carta de La Habana".
- "De cuando a Pepe Monagas se la cobró un inglés".
- "De cuando Pepe Monagas le cogió miedo a una guagua madrileña".
- "De cuando Pepe Monagas pasó mal rato en el teatro en compañía del indiano José Máría el Mulo".
- "De cuando Pepe Monagas contó en la carpintería de maestro Manuel Lorenzo una historia con un sentimiento como una malagueña".
- "De cuando Pepe Monagas inventó una droga para volver restrallones los chorizos revejidos".
- "De cuando Pepe Monagas pidió un alfiler a una novia que se echó en la Marina".
- "De cuando Pepe Monagas le majó, una vez más, las liendres a señor don Pedro el Batatoso".
- "De cuando Pepe Monagas discutía que la Banda de Santa Brígida era mejor que la de Madrid".
- "De cuando Pepe Monagas le barruntó una desgracia a Sunsionita la Morena".
- "De cuando Pepe Monagas le hizo la cuenta de la pata a Soledad, su esposa".
- "De cuando Pepe Monagas, siendo guardia, hizo un trato con Manuel Rata Pelúa".
- "De cuando Pepe Monagas estuvo de tabiquero en el Caidero de San José".
- "De cuando Pepe Monagas le recetó hierro a un hijo de mi comadre Dolores la Chopa".
- "De cuando Pepe Monagas estuvo en el usgado por mor de la pelotera en el portón".
- "Pepe Monagas, otra vez en papeles, cuenta para Canarias Deportiva una peripecia suya en la fonda El Tarugo".
- "De cuando Pepe Monagas tuvo una machanga que era como unos fríos y calenturas, la guerra y la cigarra, todo junto".
- "De cuando Pepe Monagas se fue a pique en la fiesta de La Naval".